# Viciria flavipes
Viciria flavipes är en spindelart som beskrevs av Peckham, Peckham 1903. Viciria flavipes ingår i släktet Viciria och familjen hoppspindlar. Inga underarter finns listade i Catalogue of Life.